# G-men
G-men (ジーメン Jīmen?) es una marca japonesa dedicada a hombres gais, y anteriormente era una revista mensual.

## Historia
Las revistas gais en Japón, junto con gran parte de la cultura gay, están segregadas por tipo, por ejemplo, hombres musculosos, hombres mayores, ocupaciones específicas, etc. G-men se fundó en 1995 para el público homosexual que prefería unos cuerpos más musculados, alejados de los estilos más elegantes inspirados en el yaoi que se hicieron populares en la década de 1980. Se centra en "fantasías macho" (hombres musculosos, osos) y gaten-kei (ガテン系 trabajadores de cuello azul?).
G-men incluyó material editorial y fotográfico, así como historias en prosa y mangas. G-men fue diseñado para fomentar una lectura constante presentando una imagen de fantasía mejor definida y publicando historias manga de varios capítulos,  a diferencia de las historias one-shot estándares en otras revistas para hombres homosexuales, que incentivaban la compra de cada número. El trabajo de Gengoroh Tagame fue una influencia importante en el estilo de G-men. Trabajó en la portada de los primeros 63 números, así como en historias de manga para la mayoría de las entregas. G-men también fue una de las primeras publicaciones para hombres homosexuales en ofrecer colecciones de manga encuadernadas en tankōbon. El manga publicado en G-men, particularmente el trabajo de Tagame, fue influyente en el desarrollo del bara como una categoría comercializable.
Los números de G-men generalmente tenían entre 300 y 500 páginas, incluidas varias páginas en color brillante y algunas fotografías y dibujos en blanco y negro de hombres peludos, en ocasiones barbudos y musculosos de entre 20 y 30 años (estas fotografías están censuradas según las leyes de Japón; si bien presentan representaciones explícitas de sexo, los genitales y la mayor parte del vello púbico están oscurecidos). Las fotografías a veces presentaban temas tradicionales, como el fundoshi, un taparrabos tradicional japonés. Sin embargo, a pesar de la inclusión de imágenes e historias pornográficas, G-men no se considera una revista pornográfica.
G-men tenía menos artículos generales que otras revistas como Barazoku y más ficción corta e historias serializadas. Los temas incluían listados comunitarios, varias historias y mangas diferentes (a menudo pornográficos), anuncios clasificados y anuncios de negocios con un público gay y amigables con las personas homosexuales, como spas, clubes y hoteles, bares, cafés y restaurantes, clubs de anfitriones y burdeles.
En febrero de 2016, la editorial Furukawa Shobu anunció que dejaría de publicar G-men como revista impresa, aunque continúa produciendo DVD, libros y manga bara bajo la marca G-men.